# Limnophila indica
Limnophila indica (también denominada ambulia, nombre común de varias especies) es una planta acuática con flores, tropical, de la familia Plantaginaceae o Scrophulariaceae.
Limnophila indica es una de las Limnophila con hojas finamente pinnadas en su forma sumergida. Esta forma se parece a L. heterophylla y L. sessiliflora, pero es muy variable. Hay algunas variedades de esta especie en cultivo, procedentes de diferentes regiones de la Tierra. Una de ellas difiere de las dos especies mencionadas anteriormente por su hoja pinnada claramente más fina y las distancias más pequeñas de los nodos del tallo. Sin embargo, L. indica, L. heterophylla y L. sessiliflora solo pueden distinguirse entre sí de manera segura cuando se considera su forma emersiva y especialmente las características de la flor,
L. indica está ampliamente distribuida en los trópicos de África y Asia, creciendo sumergida o semi-sumergida en diferentes tipos de cuerpos de agua en movimiento o estancados. En el río Guaporé, en el suroeste de Brasil, Christel Kasselmann encontró una población introducida. Se ha introducido un híbrido de L. indica y L. sessiliflora en Luisiana (Estados Unidos).

## Descripción
Es una planta de tallo de hoja fina, decorativa y relativamente poco exigente a partir de la cual se pueden crear arbustos densos en el medio o en el fondo de un diseño en poco tiempo. Las hojas son de color verde claro, en las puntas de los brotes pueden asumir un tono rojizo bajo luz intensa. La especie a menudo forma brotes largos y parecidos a corredores en los que crecen los tallos verticales. Estos corredores deben eliminarse de vez en cuando para evitar que la planta se apodere de todo el tanque.

## Uso culinario
La planta se come cruda o cocida. Se puede usar como condimento o acompañado, o se puede cocinar al vapor como verdura.